# Famille Levesque
 (janvier 2023).
Si vous disposez d'ouvrages ou d'articles de référence ou si vous connaissez des sites web de qualité traitant du thème abordé ici, merci de compléter l'article en donnant les références utiles à sa vérifiabilité et en les liant à la section « Notes et références ».
Pour les articles homonymes, voir Levesque.
La famille Levesque de Nantes est une famille dont les membres ont joué un rôle important dans l'industrie de cette ville au XIXe siècle et au XXe siècle.

## Origine
La famille Levesque (y compris sa branche cadette du Rostu) est une famille d'ancienne bourgeoisie originaire de Bretagne. Ses  membres ont joué un rôle important dans l'industrie de Nantes depuis l'Ancien Régime, jusqu'à nos jours.
Cette famille porte les armes ainsi référencées: de sable au chef d'argent chargé de 3 fleurs de lys de gueules. Elle est issue de Jacques Levesque, originaire d'Herbignac (Loire-Atlantique), né vers 1578, capitaine de navire, établi à La Roche-Bernard vers 1606. Maurice Levesque, né en 1608, est capitaine du Guet en 1640 à La Roche-Bernard. Jean-Louis Levesque (1643-1710), est capitaine de navire.

## Personnalités

### Louis Julien Levesque (1744-1809), sieur de Kerbenet
Né le 13 avril 1744 à La Roche-Bernard, il est négociant et propriétaire terrien à Nantes. Il est le précurseur de toute la lignée nantaise de la famille Levesque . Il devient officier municipal en 1795. Il est le père de Louis-Hyacinthe Levesque, le beau-père du général-baron Jean-Jacques Avril et de Joseph-Marie-Prudent Lucas de Bourgerel, ainsi que le grand-père de Louis Crespel de Latouche. Il meurt le 4 janvier 1809, à Nantes.

### Maurice Levesque (1755-1813)
Né le 27 août 1755 à La Roche-Bernard, il est un publiciste et homme de lettres.
Il meurt en octobre 1813, à Paris.

### Louis Auguste Levesque (1809-1888)
Né le 18 juin 1809 à Nantes fils de Louis-Hyacinthe Levesque, Louis Auguste Levesque devient armateur et industriel.
À partir de 1844, il fabrique des salaisons et du beurre salé, puis des conserves de poisson au Croisic et à Belle-Île.
Il crée une raffinerie de sel des marais de Guérande au Croisic, développe la conserverie à partir de 1854, plus particulièrement les conserves de sardines et de thon à l'huile.
En 1857, il crée le cercle nautique de Nantes. 
Il fonde une importante rizerie à Chantenay en 1860, alimentée par les vaisseaux qu'il envoie en Inde, Birmanie et Cochinchine.
Il se lance dans la mouture de fèves.
De 1870 à 1874, conjointement avec l'armateur Henri Polo et Charles Pellerin, il relance la "Raffinerie nantaise" fondée par Nicolas Cézard.
Il acquiert six mille cent soixante-quinze hectares de forêt de Paimpont au duc d'Aumale en 1875 et exploite jusqu'en 1884 ses mines de fer.
Il rachète le château de la Poterie.
Gendre de l'architecte Étienne Blon, il est le père de  Louis Levesque (1832-1895).
Il meurt le 22 février 1888 à Nantes. À son décès, sa fortune est estimée à près de trois millions et demi de francs

### Eugène Levesque (1820-1865)
Né le 17 octobre 1820 à Nantes de Louis-Hyacinthe Levesque, Eugène Levesque devient courtier en marchandises et agent de change
Il se fait construire la "villa Magdalena" à Sainte-Marie-sur-Mer.
Une salle municipale de la mairie de Bouaye porte son nom. 
Marié à sa cousine germaine Fanny Laënnec, petite-fille de Guillaume François Laennec, il est le beau-père d'Antoine de La Poix de Fréminville.
Il meurt le 17 mars 1865, à Nantes.

### Louis-Arthur Levesque (1832-1895)
Né le 22 décembre 1832 à Nantes de Louis-Auguste Levesque (1809-1888) et de Anne-Clémence Blon (1810-1877), il s'établit comme industriel et fonde la société nantaise "Levesque & Compagnie", une des premières usines de conserverie de sardines à l'huile d'olive, dont l'exploitation sera poursuivie par les héritiers sous la raison sociale "de Clerville & Compagnie".
Beau-frère de Charles Le Roux et de Célestin Leroux, il est le beau-père de Julien Chappée (1862-1957) et d'Adolphe Jollan de Clerville.
Il meurt le 4 septembre 1895, à Nantes.

### Donatien Levesque (1842-1908)
Né le 7 août 1842 à Nantes de Louis-Auguste Levesque (1809-1888) et d'Anne-Clémence Blon (1810-1877), il épouse le 21 juin 1877 Blanche Hamelin (1856-1944), dont il aura sept enfants : cinq filles et deux garçons (Jean-Donatien et Judicaël).
Il est propriétaire de la forêt de Paimpont par acquêt auprès du duc d'Aumale. Grand veneur et homme de lettres, il est l'auteur de différents ouvrages sur la chasse et traductions.
Il effectue un voyage avec Étienne Bureau durant neuf mois au travers des États-Unis et du Canada.
En 1871, il réalise l'ascension du mont Blanc, avec Paul Verne.
Il est fait chevalier de l'ordre de Saint-Grégoire-le-Grand.
Il meurt le 4 janvier 1908, à Paimpont.

### Rogatien Levesque (1844-1922)
Né le 25 juillet 1844 à Nantes de Louis-Auguste Levesque (1809-1888) et d'Anne-Clémence Blon (1810-1877), il hérite du château de la Poterie, à La Chapelle-sur-Erdre, où il installe son chenil. Ainsi, avant la Première Guerre mondiale, il y possède l'une des plus célèbres meutes du pays, constituée de deux cents chiens, avec lesquels il allait chasser le cerf en forêt de Vioreau, étant maître de l'équipage Vioreau. Il chasse également dans la  forêt de Paimpont.
Il crée une nouvelle race de chiens, qui porte son nom, « Le Levesque ».
Il fait construire le voilier Le Vezon en 1887 et était également propriétaire des yachts à vapeur La Chantrerie et L'Hébé.
Il est maire de La Chapelle-sur-Erdre de 1919 à 1922 et conseiller général de la Loire-Inférieure (canton de La Chapelle-sur-Erdre) de 1920 à 1922, siégeant avec les conservateurs.
Il meurt le 27 janvier 1922 aux Forges de Paimpont.

### Gilberte Levesque (1892-1970)
Née le 20 octobre 1892 à Nantes  de Louis Levesque (1862-1910) et de Marie Guillet de La Brosse (1863-1949), elle épouse Adolphe Le Gualès de Mézaubran.
Pour leur action durant la Seconde Guerre mondiale, durant laquelle ils ont permis de sauver dix réfugiés juifs, Gilberte et son mari seront reconnus Justes parmi les nations par l'institut Yad Vashem, le 10 octobre 1999.
Elle meurt le 9 avril 1970, à Lourdes.

### Donatien Levesque (1913-2005)
Né le 2 mai 1913 à Nantes, il entre dans la marine en 1930. 
Capitaine de vaisseau en 1959, il est nommé au commandement de l'École navale en 1961, mais voit cette nomination annulée pour une prise de position sur l'Algérie, exprimée en privé, non conforme au « sens de l'Histoire ». 
Affecté au Centre des hautes études militaires (CHEM) et à l'Institut des hautes études de défense nationale (IHEDN), il commande le croiseur lance-missile Colbert, bâtiment amiral de l'escadre de Méditerranée, de 1962 à 1963.
Major général du port de Brest en 1965, promu contre-amiral deux ans plus tard, il prend le commandement du groupe aéronaval du Pacifique, avant de prendre le commandement du Centre d'expérimentation du Pacifique en 1968, après un passage à l'état-major de la Marine.
Terminant sa carrière avec le grade de vice-amiral, il occupe les fonctions de directeur des affaires militaires du Secrétariat général pour la défense nationale (SGDN) et celle de secrétaire des conseils de défense sous les présidents Pompidou et Giscard d'Estaing.
Il sera par la suite élu président de l'association des anciens élèves de l'École navale, puis commissaire de la promotion 1930.
Il est commandeur de la Légion d'honneur, grand officier de l'ordre national du Mérite et commandeur de l'ordre du Mérite maritime, ainsi que titulaire de la croix de guerre 1939-1945 et de la croix de guerre des Théâtres d'opérations extérieurs.
L'amiral Levesque meurt le 11 février 2005, à Sèvres.

### Loïc Levesque du Rostu (1914-1992)
Né à Orléans en 1914, Louis Levesque du Rostu, dit Loïc du Rostu, obtient une licence en droit et devient maître en économie politique de la faculté de Paris, 
Sous-lieutenant dans les Chasseurs d'Afrique pendant la Seconde Guerre mondiale, il est démobilisé en 1946, avant d'être rappelé en 1957 et d'être promu au grade de chef d'escadron en 1960. 
Après sa retraite, il se retire à Saint-Gilles-Croix-de-Vie et se consacre à des travaux d'histoire de la marine et à l'écriture de roman.

### Guy Levesque (1915-1999)
Né le 24 juillet 1915 à Nantes, Guy Levesque suit la carrière militaire, qu'il termine avec le grade de général de brigade.
Il est officier de la Légion d'honneur et de l'ordre national du Mérite, ainsi que titulaire de la croix de guerre 1939-1945 et de la croix de la Valeur militaire.
Le général Levesque meurt le 1er septembre 1999, à Elven (56).

### Jérôme Levesque (1919-2017)
Né le 8 juin 1919 à Plessé, Jérôme Levesque intègre l'École militaire de Saint-Cyr (promotion de l'Amitié franco-britannique) et termine sa carrière en tant que général de brigade.
Il se consacre également à des travaux d'historien.
Il est officier de la Légion d'honneur.
Il meurt le 2 novembre 2017.

## Galerie

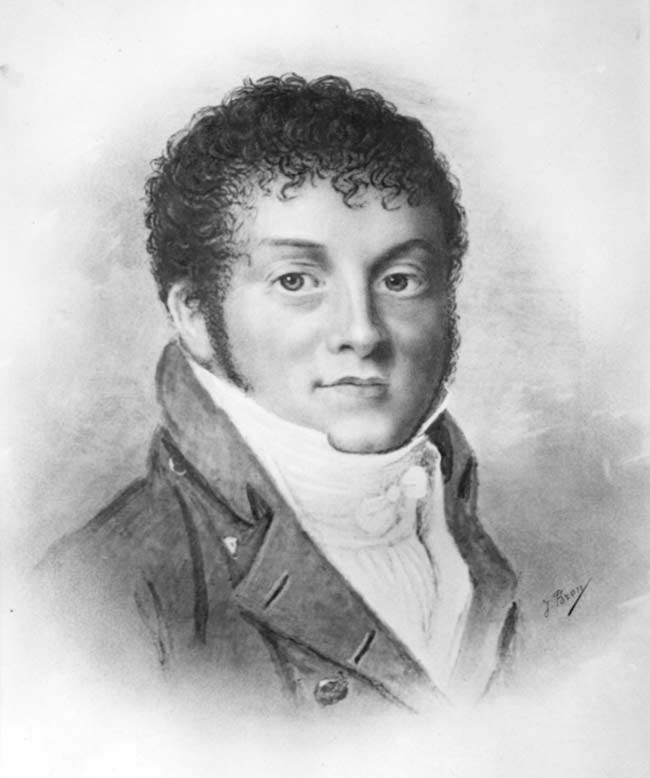
Louis-Hyacinthe Levesque (1774-1840)
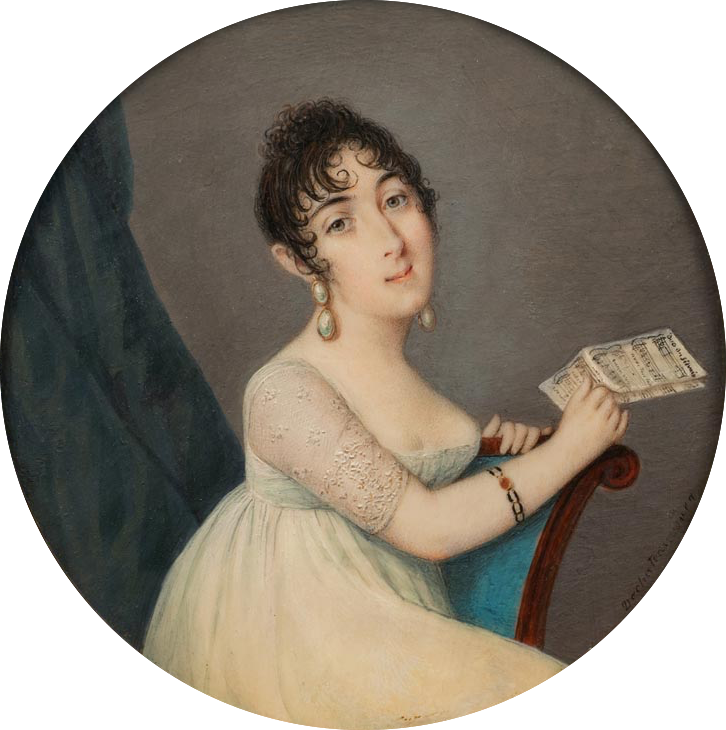
Mme Louis Levesque, née Marie-Françoise Beaumann
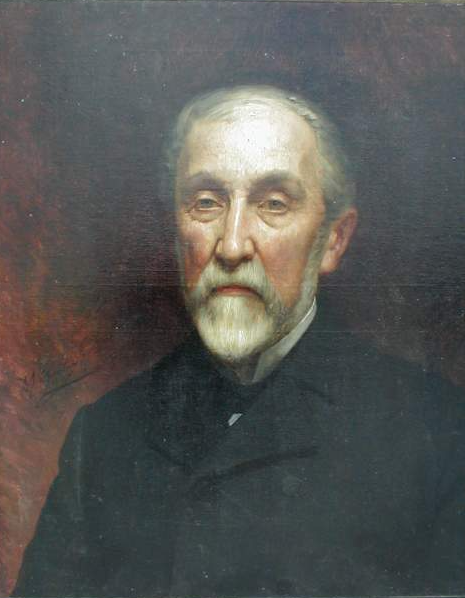
Louis Auguste Levesque (1809-1888), par Alexandre-Jacques Chantron
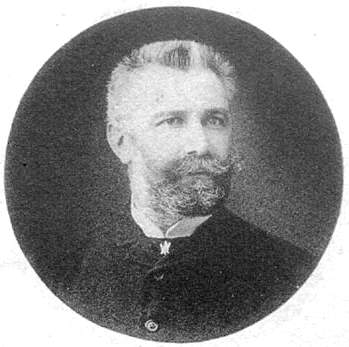
Donatien Levesque (1842-1908)
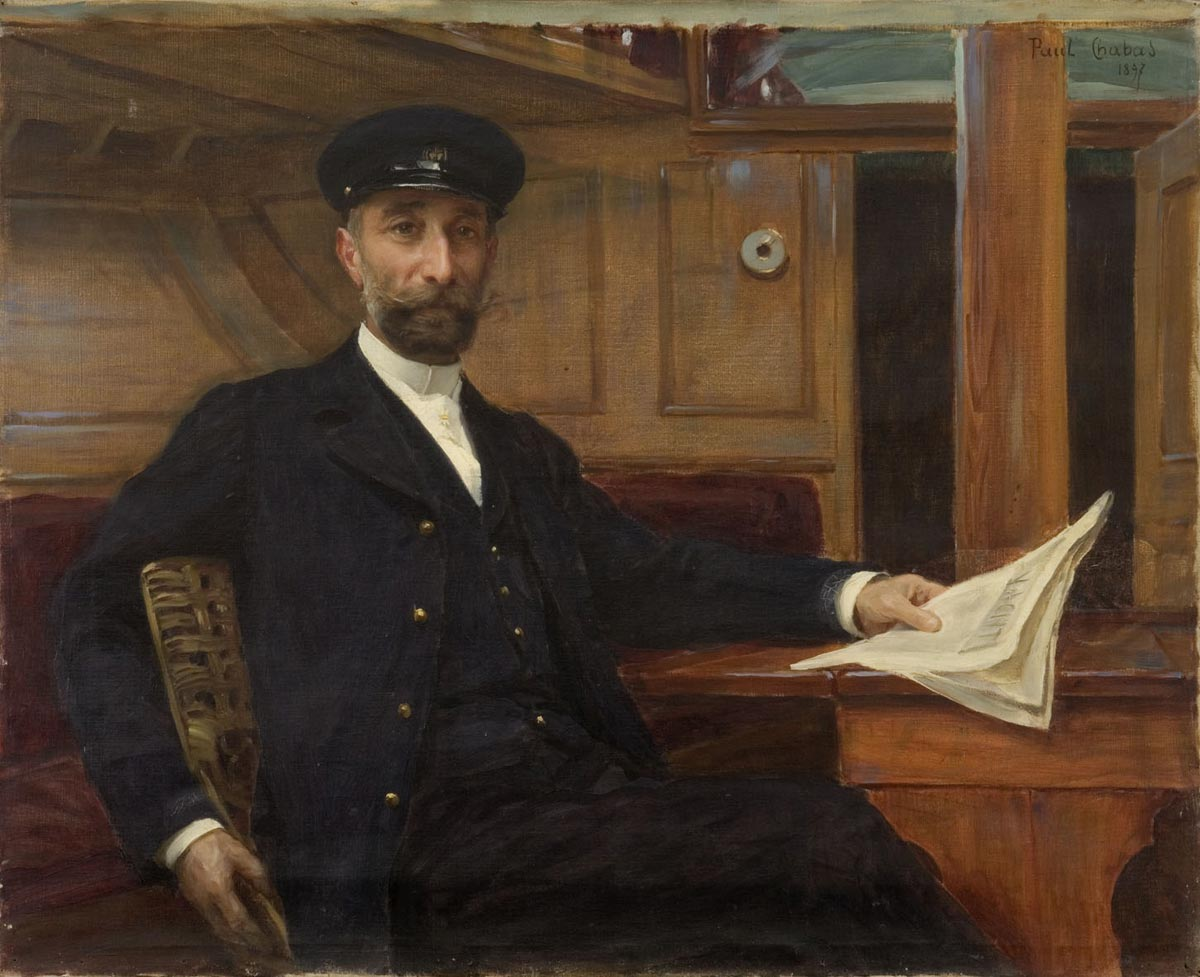
Rogatien Levesque (1844-1922), par Paul Chabas

## Possessions
- Hôtel Levesque
- Château de la Poterie
- Villa de la Chantrerie
- Parc de la Chantrerie
- La Charlière
- Château du Plessis (Saint-Dolay)
- Château de Miserai
- Manoir de Kerougas
- Parc de Penn-Avel
- Moulin de la Providence
- Forges de Paimpont
- Château de Marcouville
- Château de Cadouzan
- Manoir de la Bernardière
- Château des Forges de Lanouée